# Leif Andersson (biathlonista)
Bo Leif Andersson (ur. 26 kwietnia 1961 w Finspång) – szwedzki biathlonista, brązowy medalista olimpijski.

## Kariera
W Pucharze Świata zadebiutował 6 stycznia 1984 roku w Falun, zajmując 34. miejsce w biegu indywidualnym. Pierwsze punkty (do sezonu 2000/2001 punkty zdobywało 25. najlepszych zawodników) wywalczył 14 lutego 1984 roku w Sarajewie, zajmując 24. miejsce w sprincie. Nigdy nie stanął na podium indywidualnych zawodów tego cyklu, najlepszy wynik osiągnął 10 marca 1992 roku w Fagernes, gdzie był czwarty w biegu indywidualnym. Najlepsze wyniki osiągał w sezonie 1991/1992, kiedy zajął 30. miejsce w klasyfikacji generalnej.
Największy sukces osiągnął w 1992 roku, kiedy podczas igrzysk olimpijskich w Albertville wspólnie z Ulfem Johanssonem, Tordem Wikstenem i Mikaelem Löfgrenem zdobył brązowy medal w sztafecie. Był też między innymi ósmy w biegu indywidualnym na rozgrywanych w 1984 roku igrzyskach olimpijskich w Sarajewie. Był również piąty w biegu drużynowym na mistrzostwach świata w Feistritz w 1989 roku.
Po zakończeniu kariery pracował jako trener.

## Osiągnięcia

### Igrzyska olimpijskie
| Rok  | Miejscowość | Konkurencje | Konkurencje | Konkurencje | Konkurencje | Konkurencje | Konkurencje | Konkurencje |
| Rok  | Miejscowość | IN          | SP          | PU          | MS          | RL          | MR          | SR          |
| ---- | ----------- | ----------- | ----------- | ----------- | ----------- | ----------- | ----------- | ----------- |
| 1984 | Sarajewo    | 8.          | 24.         | nd.         | nd.         | –           | nd.         | –           |
| 1988 | Calgary     | 37.         | 57.         | nd.         | nd.         | 7.          | nd.         | –           |
| 1992 | Albertville | 38.         | –           | nd.         | nd.         | 3.          | nd.         | –           |
| 1994 | Lillehammer | 25.         | –           | nd.         | nd.         | 11.         | nd.         | –           |

### Mistrzostwa świata
| Rok  | Miejscowość            | Konkurencje | Konkurencje | Konkurencje | Konkurencje | Konkurencje | Konkurencje | Konkurencje |
| Rok  | Miejscowość            | IN          | SP          | PU          | MS          | RL          | MR          | SR          |
| ---- | ---------------------- | ----------- | ----------- | ----------- | ----------- | ----------- | ----------- | ----------- |
| 1985 | Ruhpolding             | –           | 29.         | nd.         | nd.         | –           | nd.         | –           |
| 1987 | Lake Placid            | 37.         | 32.         | nd.         | nd.         | 12.         | nd.         | –           |
| 1989 | Feistritz              | 36.         | –           | nd.         | nd.         | 8.          | nd.         | –           |
| 1990 | Mińsk/Oslo/Kontiolahti | 48.         | –           | nd.         | nd.         | –           | nd.         | –           |
| 1993 | Borowec                | 34.         | –           | nd.         | nd.         | 6.          | nd.         | –           |

### Puchar Świata

#### Miejsca w klasyfikacji generalnej
| Sezon     | Miejsce |
| --------- | ------- |
| 1983/1984 | ?       |
| 1984/1985 | 44.     |
| 1985/1986 | 44.     |
| 1986/1987 | 54.     |
| 1987/1988 | -       |
| 1988/1989 | 66.     |
| 1989/1990 | -       |
| 1991/1992 | 30.     |
| 1992/1993 | 63.     |
| 1993/1994 | ?       |
| 1994/1995 | -       |

#### Miejsca na podium chronologicznie
Andersson nigdy nie stanął na podium indywidualnych zawodów PŚ.